# Ausschuss für die Angelegenheiten der Europäischen Union
Der Ausschuss für die Angelegenheiten der Europäischen Union (Europaausschuss) ist ein deutscher Bundestagsausschuss, der von Art. 45 Grundgesetz vorgeschrieben ist. Der Ausschuss ist als „Integrations- und Querschnittsausschuss“ zentraler Ort europapolitischer Entscheidungsprozesse, unbeschadet der sachlichen Zuständigkeit anderer Ausschüsse für bestimmte Themen. Außerdem kontrolliert der EU-Ausschuss die Bundesregierung in Angelegenheiten der Europäischen Union. Als Besonderheit kann der EU-Ausschuss die Rechte des Bundestags wahrnehmen und gegenüber der Bundesregierung gemäß Art. 23 Abs. 3 GG Stellungnahmen, sogenannte plenarersetzende Beschlüsse, abgeben. Darüber hinaus kann der EU-Ausschuss als einziger Bundestagsausschuss Änderungsanträge zu Beschlussempfehlungen von Fachausschüssen in den Bundestag einbringen. Der EU-Ausschuss ist auch für die Kontaktpflege mit dem Europäischen Parlament und den Parlamenten von EU-Mitgliedstaaten, Beitrittsländern und -kandidaten zuständig und wirkt an den Treffen der Konferenz der Ausschüsse für Gemeinschafts- und Europaangelegenheiten der nationalen Parlamente in der Europäischen Union (COSAC) mit.
Dem EU-Ausschuss gehören in der 20. Wahlperiode des Bundestags (2021–2025) auch deutsche Mitglieder des Europäischen Parlaments als mitwirkungsberechtigte, aber nicht stimmberechtigte Mitglieder an. Diese Mitglieder des EP sind zum Zeitpunkt Februar 2024 19 ordentliche und 16 stellvertretende Personen. Die EU-Abgeordneten können sich an den Beratungen des EU-Ausschusses beteiligen und stellen so eine Verzahnung der Arbeit auf nationaler und europäischer Ebene sicher.

## Geschichte
Bis zur ersten Direktwahl des Europäischen Parlaments im Jahr 1979 wurden die EU-Parlamentarier von den nationalen Parlamenten gewählt, die deutschen EU-Abgeordneten waren also auch Mitglieder des Deutschen Bundestages. Nach 1979 (erste Direktwahl des Europäischen Parlaments) liefen diese Doppelmandate aus und die Information des Bundestags über EU-Angelegenheiten verschlechterte sich, worauf eine Kommission des Ältestenrates einen Verbesserungsvorschlag erarbeitete. Vom 10. Bundestag wurde 1983 dann eine Europa-Kommission gegründet, die mit 11 Bundestags- und 11 Europa-Abgeordneten besetzt, aber immer noch zu wenig in die Strukturen eingebunden war und der wachsenden Zahl der Vorlagen nicht mehr Herr wurde. Deshalb wurde ab 1987 die Kommission nicht mehr eingesetzt und die Aufgaben stattdessen einem Unterausschuss des Auswärtigen Ausschusses übertragen. Vom 12. Bundestag wurde dann 1991 der „Ausschuss für Angelegenheiten der Europäischen Gemeinschaft“ (EG-Ausschuss) eingesetzt, der sich vor allem mit Verträgen zur Schaffung der Europäischen Union und der Wirtschafts- und Währungsunion befasste. Ihm gehörten 33 Bundestagsabgeordnete und 11 Europaabgeordnete als mitwirkungsberechtigte Mitglieder an. Als Querschnittsausschuss hatte der EG-Ausschuss jedoch keine Federführung für entscheidungsrelevante Vorlagen, da diese von den jeweiligen Fachausschüssen erarbeitet wurden. Vom 13. Bundestag wurde 1994 schließlich der heutige EU-Ausschuss mit einigen besonderen Rechten eingesetzt.

## Europasaal
Die Sitzungssäle der Bundestagsausschüsse befinden sich in den Rotunden des Paul-Löbe-Hauses. Eine Besonderheit bildet dabei der Europasaal (Raumnummer 4.900), der Sitzungssaal des EU-Ausschusses. Er befindet sich im zweiten und dritten Obergeschoss der großen Ostrotunde und ist deutlich größer als die anderen Ausschusssäle (261 m²), was auf seine Sonderstellung und Größe hinweist. Darüber hinaus verfügt er über Dolmetscherkabinen, weshalb im Europasaal auch viele internationale Veranstaltungen stattfinden.

## Mitglieder der 21. Legislaturperiode
| David Gregosz     | Knut Abraham              | Peter Boehringer  | Rainer Groß             | Jürgen Coße         | Adis Ahmetović    | Ayse Asar                    | Sandra Detzer        | Janina Böttger   | Mirze Edis  |  |  |
| Georg Günther     | Peter Beyer               | Micha Fehre       | Ingo Hahn               | Angelika Glöckner   | Gabriela Heinrich | Katrin Göring-Eckardt        | Jeanne Dillschneider | Maik Brückner    | Caren Lay   |  |  |
| Tilman Kuban      | Jürgen Hardt              | Boris Gamanov     | Jochen Haug             | Metin Hakverdi      | Jasmina Hostert   | Anton Hofreiter Vorsitzender | Anna Lührmann        | Christin Willnat | Lea Reisner |  |  |
| Jan Metzler       | Mark Helfrich             | Christoph Grimm   | Fabian Jacobi           | Macit Karaahmetoğlu | Siemtje Möller    | Julian Joswig                | Boris Mijatović      |                  |             |  |  |
| David Preisendanz | Ottilie Klein             | Maximilian Krah   | Sascha Lensing          | Johannes Schraps    | Sebastian Roloff  | Chantal Kopf                 | Robin Wagener        |                  |             |  |  |
| Alexander Radwan  | Andreas Lenz              | Pierre Lamely     | Tobias Matthias Peterka | Markus Töns         | Serdar Yüksel     |                              |                      |                  |             |  |  |
| Detlef Seif       | Patricia Lips             | Matthias Moosdorf | Raimond Scheirich       | Daniel Walter       | N.N.              |                              |                      |                  |             |  |  |
| Vivian Tauschwitz | Christoph Ploß            | Tobias Teich      | Carina Schießl          |                     |                   |                              |                      |                  |             |  |  |
| Roland Theis      | Catarina dos Santos-Wintz |                   |                         |                     |                   |                              |                      |                  |             |  |  |
| Kai Whittaker     | Carl-Philipp Sassenrath   |                   |                         |                     |                   |                              |                      |                  |             |  |  |
| Tobias Winkler    | Thomas Silberhorn         |                   |                         |                     |                   |                              |                      |                  |             |  |  |

## Mitglieder des Ausschusses in der 20. Legislaturperiode
Die 40 Mitglieder des Ausschusses setzen sich aus jeweils elf Mitgliedern der SPD-Fraktion und der Unionsfraktion, sieben Mitgliedern der Bundestagsfraktion Bündnis 90/Die Grünen, fünf Mitgliedern der FDP-Fraktion, vier Mitgliedern der AfD-Fraktion und zwei Mitgliedern der Linksfraktion zusammen.
Vorsitzender ist der Grünen-Abgeordnete Anton Hofreiter, sein Stellvertreter ist der SPD-Abgeordnete Markus Töns.
| SPD – Ordentliches Mitglied      | SPD – Stellvertretendes Mitglied | CDU/CSU – Ordentliches Mitglied | CDU/CSU – Stellvertretendes Mitglied | Bündnis 90/Die Grünen – Ordentliches Mitglied | Bündnis 90/Die Grünen – Stellvertretendes Mitglied | FDP – Ordentliches Mitglied | FDP – Stellvertretendes Mitglied | AfD – Ordentliches Mitglied | AfD – Stellvertretendes Mitglied | Die Linke – Ordentliches Mitglied | Die Linke – Stellvertretendes Mitglied |
| -------------------------------- | -------------------------------- | ------------------------------- | ------------------------------------ | --------------------------------------------- | -------------------------------------------------- | --------------------------- | -------------------------------- | --------------------------- | -------------------------------- | --------------------------------- | -------------------------------------- |
| Dagmar Andres                    | Leni Breymaier                   | Yannick Bury                    | Knut Abraham                         | Sabine Grützmacher                            | Tobias Bacherle                                    | Katja Adler                 | Valentin Abel                    | Jochen Haug                 | Peter Boehringer                 | Andrej Hunko                      | Ali Al-Dailami                         |
| Nezahat Baradari                 | Jürgen Coße                      | Ralph Brinkhaus                 | Hans-Peter Friedrich                 | Anton Hofreiter Vorsitzender                  | Marcel Emmerich                                    | Thomas Hacker               | Carl-Julius Cronenberg           | Norbert Kleinwächter        | Fabian Jacobi                    | Alexander Ulrich                  | Żaklin Nastić                          |
| Ariane Fäscher                   | Heiko Maas                       | Ottilie Klein                   | Johann Wadephul                      | Chantal Kopf                                  | Erhard Grundl                                      | Ann-Veruschka Jurisch       | Alexander Graf Lambsdorff        | Corinna Miazga              | Barbara Lenk                     |                                   |                                        |
| Fabian Funke                     | Merin Hakverdi                   | Gunther Krichbaum               | Jürgen Hardt                         | Boris Mijatović                               | Sven-Christian Kindler                             | Michael Georg Link          | Thorsten Lieb                    | Harald Weyel                | Matthias Moosdorf                |                                   |                                        |
| Josip Juratovic                  | Achim Post                       | Tilman Kuban                    | Thomas Heilmann                      | Julian Pahlke                                 | Jamila Schäfer                                     | Konrad Stockmeier           | Nicole Westig                    |                             |                                  |                                   |                                        |
| Jörg Nürnberger                  | Christoph Schmid                 | Christoph Ploß                  | Mark Helfrich                        | Robin Wagener                                 | Wolfgang Strengmann-Kuhn                           |                             |                                  |                             |                                  |                                   |                                        |
| Christian Petry                  | Ralf Stegner                     | Catarina dos Santos Firnhaber   | Patricia Lips                        | Michael Sacher                                | Sara Nanni                                         |                             |                                  |                             |                                  |                                   |                                        |
| Axel Schäfer                     | Nadja Sthamer                    | Andreas Scheuer                 | Stephan Mayer                        |                                               |                                                    |                             |                                  |                             |                                  |                                   |                                        |
| Johannes Schraps                 | Lena Werner                      | Detlef Seif                     | Stefan Rouenhoff                     |                                               |                                                    |                             |                                  |                             |                                  |                                   |                                        |
| Claudia Tausend                  | Armand Zorn                      | Alexander Radwan                | Wolfgang Schäuble                    |                                               |                                                    |                             |                                  |                             |                                  |                                   |                                        |
| Markus Töns stellv. Vorsitzender | N.N.                             | Tobias Winkler                  | Katrin Staffler                      |                                               |                                                    |                             |                                  |                             |                                  |                                   |                                        |

## Mitglieder des Ausschusses in der 19. Legislaturperiode
Die 39 Mitglieder des Ausschusses setzten sich aus 14 Mitgliedern der CDU/CSU-Bundestagsfraktion, 8 Mitgliedern der SPD-Fraktion, 5 Mitgliedern der AfD-Bundestagsfraktion sowie jeweils 4 Mitgliedern der FDP-Fraktion, der Linksfraktion und der Bundestagsfraktion Bündnis 90/Die Grünen zusammen. Zum Ausschussvorsitzenden wurde erneut der CDU-Politiker Gunther Krichbaum gewählt und Markus Töns von der SPD-Fraktion zu seinem Stellvertreter. In der folgenden Tabelle sind die ordentlichen Mitglieder aufgelistet.
| CDU/CSU – Ordentliches Mitglied  | SPD – Ordentliches Mitglied | AfD – Ordentliches Mitglied | FDP – Ordentliches Mitglied | Die Linke – Ordentliches Mitglied | Bündnis 90/Die Grünen – Ordentliches Mitglied |
| -------------------------------- | --------------------------- | --------------------------- | --------------------------- | --------------------------------- | --------------------------------------------- |
| Philipp Amthor                   | Nezahat Baradari            | Siegbert Droese             | Thomas Hacker               | Diether Dehm                      | Franziska Brantner *                          |
| Ursula Groden-Kranich            | Angelika Glöckner           | Martin Hebner               | Konstantin Kuhle            | Andrej Hunko *                    | Claudia Müller                                |
| Florian Hahn */ *                | Metin Hakverdi              | Norbert Kleinwächter        | Michael Georg Link          | Thomas Nord                       | Manuel Sarrazin                               |
| Mark Helfrich                    | Christian Petry *           | Corinna Miazga              | Gerald Ullrich *            | Alexander Ulrich                  | Gerhard Zickenheiner                          |
| Heribert Hirte                   | Axel Schäfer                | Harald Weyel */ *           |                             |                                   |                                               |
| Gunther Krichbaum (Vorsitzender) | Johannes Schraps            |                             |                             |                                   |                                               |
| Saskia Ludwig                    | Claudia Tausend             |                             |                             |                                   |                                               |
| Matern von Marschall             | Markus Töns                 |                             |                             |                                   |                                               |
| Axel Müller                      |                             |                             |                             |                                   |                                               |
| Christoph Ploß                   |                             |                             |                             |                                   |                                               |
| Detlef Seif *                    |                             |                             |                             |                                   |                                               |
| Katrin Staffler                  |                             |                             |                             |                                   |                                               |
| Volker Ullrich                   |                             |                             |                             |                                   |                                               |
| Oliver Wittke                    |                             |                             |                             |                                   |                                               |

## Mitglieder des Ausschusses in der 18. Wahlperiode
Die 34 Mitglieder des Ausschusses setzten sich aus 17 Mitgliedern der CDU/CSU-Bundestagsfraktion, 11 Mitgliedern der SPD-Fraktion sowie jeweils 3 Mitgliedern der Linksfraktion und der Bundestagsfraktion Bündnis 90/Die Grünen zusammen. In der folgenden Tabelle sind die Mitglieder und ihre Stellvertreter aufgelistet.
| CDU/CSU – Ordentliches Mitglied | CDU/CSU – Stellvertretendes Mitglied | SPD – Ordentliches Mitglied | SPD – Stellvertretendes Mitglied | Die Linke – Ordentliches Mitglied | Die Linke – Stellvertretendes Mitglied | Bündnis 90/Die Grünen – Ordentliches Mitglied | Bündnis 90/Die Grünen – Stellvertretendes Mitglied |
| ------------------------------- | ------------------------------------ | --------------------------- | -------------------------------- | --------------------------------- | -------------------------------------- | --------------------------------------------- | -------------------------------------------------- |
| Katrin Albsteiger               | Axel E. Fischer                      | Heinz-Joachim Barchmann     | Doris Barnett                    | Diether Dehm                      | Thomas Nord                            | Annalena Baerbock                             | Marieluise Beck                                    |
| Christoph Bergner               | Hans-Peter Friedrich                 | Lars Castellucci            | Metin Hakverdi                   | Andrej Hunko                      | Martina Renner                         | Manuel Sarrazin *                             | Franziska Brantner                                 |
| Thomas Dörflinger               | Christian Haase                      | Angelika Glöckner           | Josip Juratovic                  | Alexander Ulrich *                | Axel Troost                            | Wolfgang Strengmann-Kuhn                      | Jürgen Trittin                                     |
| Iris Eberl                      | Florian Hahn                         | Gabriele Groneberg          | Arno Klare                       |                                   |                                        |                                               |                                                    |
| Uwe Feiler                      | Matthias Heider                      | Michael Hartmann            | Dietmar Nietan                   |                                   |                                        |                                               |                                                    |
| Thorsten Frei                   | Margaret Horb                        | Detlef Müller               | Martin Rabanus                   |                                   |                                        |                                               |                                                    |
| Ursula Groden-Kranich           | Alois Karl                           | Christian Petry             | Axel Schäfer                     |                                   |                                        |                                               |                                                    |
| Astrid Grotelüschen             | Bernhard Kaster                      | Joachim Poß                 | Carsten Schneider                |                                   |                                        |                                               |                                                    |
| Jürgen Hardt                    | Georg Kippels                        | Dorothee Schlegel           | Peer Steinbrück                  |                                   |                                        |                                               |                                                    |
| Heribert Hirte                  | Volkmar Klein                        | Norbert Spinrath *          | Dirk Vöpel                       |                                   |                                        |                                               |                                                    |
| Gunther Krichbaum               | Tankred Schipanski                   | Claudia Tausend             | Waltraud Wolff                   |                                   |                                        |                                               |                                                    |
| Andrea Lindholz                 | Heiko Schmelzle                      |                             |                                  |                                   |                                        |                                               |                                                    |
| Matern von Marschall            | Thomas Strobl                        | Bernd Westphal              |                                  |                                   |                                        |                                               |                                                    |
| Martin Pätzold                  | Lena Strothmann                      |                             |                                  |                                   |                                        |                                               |                                                    |
| Ronja Schmitt                   | Michael Vietz                        |                             |                                  |                                   |                                        |                                               |                                                    |
| Detlef Seif *                   | Johann Wadephul                      |                             |                                  |                                   |                                        |                                               |                                                    |
| Michael Stübgen *               | Karl-Georg Wellmann                  |                             |                                  |                                   |                                        |                                               |                                                    |